# Castilleja tapeinoclada
Castilleja tapeinoclada là loài thực vật có hoa thuộc họ Cỏ chổi. Loài này được Loes. mô tả khoa học đầu tiên năm 1903.